# Iceman
Iceman — японская популярная группа, состоявшая из 3 человек: Дайскэ Асакура, Кэнъити Ито и Митихиро Курода.
Создана группа в 1996 году (точная дата — 5 июня). Расцвет творчества группы приходится на период с 1996 по 1999 годы. За время своего существования группа выпустила 6 полных альбомов. Распалась группа в 2000 году, после того как её покинул вокалист Митихиро Курода.

## Дискография

### Синглы
- DARK HALF~ TOUCH YOUR DARKNESS (29 июля 1996)
- BREATHLESS NIGHT SLIDER (18 ноября 1996)
- Edge of the season (3 мая 1997)
- FINAL PRAYER (21 августа 1997)
- 8 banme no tsumi (21 ноября 1997)
- LOST COMPLEX (21 марта 1998)

### Альбомы
- POWER SCALE (26 мая 1997)
- Digiryzm Mutation (21 мая 1998)
- Gate II (6 июня 1999)
- Gate I (7 июля 1999)
- gate out — 1st Remix Album (11 ноября 1999)
- gate out — 1st Analog Album (27 ноября 1999)
- GATE // white (21 декабря 1999)

### DVD
- 0:00-H"ICEMAN (26 ноября 1996)
- V-SCALE 1 (1 мая 1997)
- LIVE SCALE 1997 — 1st Live (22 октября 1997)
- V-MUTATION (21 мая 1998)
- Iceman Live Mutation 1998 — 2nd Live (21 ноября 1998)
- CRAZY JET (29 апреля 1999)
- GATE V (22 сентября 1999)
- LIVE GATE 1999 ~Type Around at yoyogi-daini~ — 3rd Live (21 января 2001)
- GATE V (22 сентября 1999)
- DVD Video — Iceman Clips (9 марта 2005)